# كأس الدوري الألماني 2000
كأس الدوري الألماني 2000 (بالألمانية: DFB-Ligapokal 2000) هو الموسم 5 من كأس الدوري الألماني. أقيم خلال الفترة 24 يوليو 2000 وحتى 1 أغسطس 2000، وأشرف على تنظيمه اتحاد ألمانيا لكرة القدم، وكان عدد الأندية المشاركة فيه 6، وفاز فيه بايرن ميونخ.